# 马加塞拉
马加塞拉，是西班牙埃斯特雷马杜拉巴达霍斯省的一个市镇。总面积76平方公里，
2001年普查人口總數為660人，人口密度為每平方公里9人。